# Franz Walter (Theologe)
Franz Xaver Walter (* 7. Februar 1870 in Amberg; † 3. Dezember 1950 in München) war ein deutscher katholischer Theologe.

## Werdegang
Nach dem Abitur 1888 am Wilhelmsgymnasium München studierte Walter an der Universität München zunächst Jurisprudenz, dann Theologie und promovierte daselbst im Februar 1896. Während seines Studiums wurde er 1888 Mitglied der KDStV Aenania München im CV. Im Januar 1899 wurde er zum Privatdozenten ernannt. Einen Ruf im folgenden Jahr an die Universität Freiburg lehnte er ab. 1903 ging er als ordentlicher Professor an die Universität Straßburg und kehrte 1904 als Professor für Moraltheologie an die Universität München zurück. 1935 wurde er emeritiert.

## Werke
- Socialpolitik und Moral. Eine Darstellung ihres Verhältnisses mit besonderer Bezugnahme auf die von Werner Sombart neuerdings geforderte Unabhängigkeit der Socialpolitik von der Moral. Freiburg im Breisgau 1899. Digitalisat